# 아비나브 빈드라
아비나브 압지트 빈드라(힌디어: अभिनव ਸਿੰਘ बिंद्रा, 펀자브어: ਅਭਿਨਵ ਸਿੰਘ ਬਿੰਦਰਾ, 1982년 9월 28일~)는 인도의 사격 선수, 사업가이다. 인도 국가대표 사격 선수로서 올림픽에 4회 참가했으며 2008년 하계 올림픽 10m 공기소총 종목에서 금메달을 획득했다. 그는 인도 최초이자 유일한 올림픽 개인 종목 금메달리스트이다.

## 같이 보기
- 올림픽 사격